# スルト

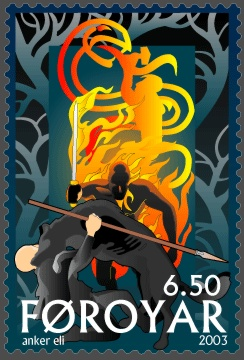
フェロー諸島で2003年に発行された郵便切手。フェンリルに倒されるオーディンの奥に描かれたスルト。アンカー・エリ・ペーターセン(en)による。

スルト（古ノルド語: Surtr）は、北欧神話に登場する巨人。名前は「黒」または「黒い者」の意。
『エッダ 古代北欧歌謡集』ラグナロクではムスペルの一族を率いてアスガルドを襲撃し、世界を焼き尽くすとされている。

## 概要
スルトがどのように生まれたのかは不明である。『スノッリのエッダ』第一部『ギュルヴィたぶらかし』第4章で語られるところでは、ムスペルヘイムの入り口を守る炎の巨人で、世界にまだムスペルヘイムとニヴルヘイムしかなかった時代から存在し、ムスペルヘイムの国境を守っていた。炎の剣を持っており、最後まで生き残りすべてを焼き尽くすという。『古エッダ』の『巫女の予言』ではラグナロクの描写まで彼の名は出てこない。また霜の巨人のように神々とからんで活躍することもない。
しかし剣の記述は『ギュルヴィたぶらかし』には見られるものの、『巫女の予言』では「枝の破滅」（火のこと）を持って来るとされている。
いずれにせよ彼はラグナロクの時、神々と巨人との戦場に現れ、鹿の角で戦うフレイを倒す。（『巫女の予言』、『ギュルヴィたぶらかし』第51章による。）
『巫女の予言』にもスルトの描写の直後に、太陽のように輝く剣への言及がある。通常はこの剣が炎の剣だと解釈されている。しかしアイスランドの研究者シーグルズル・ノルダルはその著書 "Völuspá" （『巫女の予言 エッダ詩校訂本』）において、この輝く剣はかつてフレイが妻を娶る際に手放した剣であり、スルトが持ってくるのは炎（剣ではなく）とフレイの剣の二つだと推考している。ノルダルはさらに、失われた伝承として、昔話でよくある「○○だけが△△を殺し得る」というパターンがフレイとその剣にもあったのではないかという推測を述べている。
『巫女の予言』にはまた、「スルトの親族が大樹を呑み込む」という文章がある。この「スルトの親族」については、ユグドラシルを呑み込まんばかりに大口を開けて迫る狼フェンリルだとも、ユグドラシルを炎上させる火焔のことだとも考えられている。
自らが世界中に放った火によってスルトがどうなったかは不明であるが、『スノッリのエッダ』第一部『ギュルヴィたぶらかし』で挙げられた生存者の中には彼の名はない。

## スルトとムスペル
ラグナロクの日に神々と戦う軍勢には「ムスペルの子ら」と呼ばれる一団が含まれる。
『ギュルヴィたぶらかし』第51章には、天を裂きつつ馬を駆って現れるムスペルの子らの先頭に、前後を炎に包まれたスルトがいるとされる。
しかしこのムスペルは、『巫女の予言』においては火神ロキが舵をとるナグルファルの船に乗って東から攻めてくるとされ、南からやって来るとされるスルトと別行動をとっている。
ムスペルの名は『古エッダ』の『ロキの口論』第42節にもみえる。
フレイがミュルクヴィズ（アースガルズとムスペルの国を隔てる森）を越えて現れるムスペルの子らと戦うことが語られるが、この部分にスルトの名は出てこない。

## スルトとレーヴァテイン
前述の炎の剣は、『古エッダ』の『スヴィプダーグの歌(Svipdagsmál)』の後半を構成する『フョルスヴィズルの言葉』に登場する剣「レーヴァテイン」と同一視されることがある。（詳細は「レーヴァテイン」の項を参照）
この歌にはまた、スルトの妻とされるシンモラ (Sinmöru, Sinmoera, Sinmora, Sinmara etc.) の名もみえる。シンモラは 9 つの鍵を掛けたレーギャルン (Lægjarn) の箱に収められたレーヴァテインを預かっているとされる。

## スルトとアイスランドの火山活動

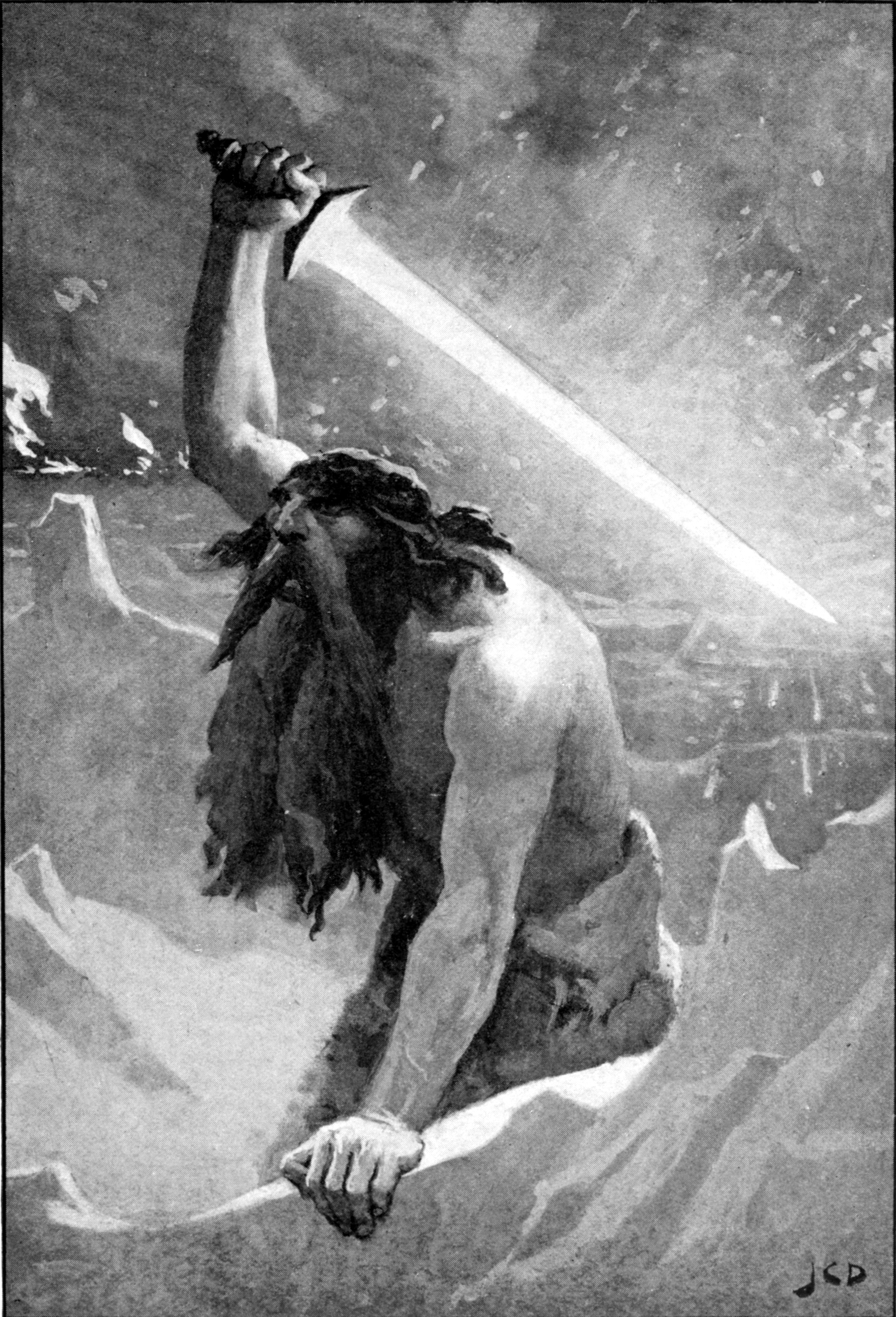
John Charles Dollman (1851-1934) が描いたスルト

スルトを詩などで描写した詩人はそこにアイスランドの各地で見られる噴火活動への強い印象を反映させただろうと多くの研究者は見ている。アイスランドへ入植して初めて火山爆発を見た時にスルトという巨人が想定されたとも、また、入植以前からスルトという炎の巨人のリーダーは想定されていたが火山活動が今知られるようなイメージを彼に与えたとも考えられている。

## 人間との関わり
- スルトという名前はアイスランドでは昔から人名に使われる。最初は別名として使われていたが、次第に本名としても使われ、11世紀、キリスト教が導入されてからは一般的な男性名になっていった[17]。
- アイスランド語では褐炭を Surtarbrandur （スルトの燃え木）という。また、火山爆発で生成された長さ1.5km以上ある洞窟は Surtshellir （スルトの洞窟）と呼ばれ、スルトの住処だと考えられていた[18]。